# Interglacjał
Interglacjał lub okres międzylodowcowy lub okres interglacjalny – okres między dwoma glacjałami, w którym wskutek ocieplenia czyli wzrostu temperatury powierzchnia lodowca cofa się lub ustępuje z danego obszaru (deglacjacja).
Okres ten charakteryzuje się również wzrostem poziomu oceanu światowego i przesuwaniem się stref roślinnych ku biegunom.
Termin interglacjał odnosi się do okresów, w których średnia roczna temperatura była co najmniej równa średniej rocznej temperaturze w obecnym okresie ocieplenia międzylodowcowego (holocen), stąd wydzielanie interglacjałów w przeszłości geologicznej jest przedmiotem kontrowersji i jest związane ze stopniem rozpoznania dawnych warunków środowiskowych. Te same okresy niektórzy badacze uważają za interglacjały, inni określają je mianem interstadiałów.
W historii geologicznej Polski nie budzi wątpliwości istnienie ostatniego (interglacjału eemskiego) i przedostatniego (interglacjału mazowieckiego). Liczba i czas trwania starszych interglacjałów jest niepewna. Każdy z wyróżnionych interglacjałów charakteryzuje się odmienną sukcesją roślinną, to znaczy kolejnością wkraczania na dany obszar zespołów roślinnych.

## Interglacjały wyróżniane na obszarze Europy
Okresy ociepleń i ochłodzeń w Europie w ciągu ostatnich 500 000 lat zyskały nazwy od miejscowości, gdzie przeprowadzono stosowne badania. Są to:
| Nazwa                                       | Czas trwania       | Rodzaj    |
| Okres Biber                                 |                    | Chłodny   |
| Okres Biber-Donau (Interglacjał tegeleński) |                    | Ciepły    |
| Okres Donau                                 | Przed 450 tys. lat | Chłodny   |
| Okres Waal                                  | 450–400 tys. lat   | Ciepły    |
| Okres Günz (Zlodowacenie najstarsze)        | 400–350 tys. lat   | Chłodny   |
| Okres Cromer (Interglacjał kromerski)       | 350–320 tys. lat   | Ciepły    |
| Okres Mindel (Zlodowacenie krakowskie)      | 320–270 tys. lat   | Chłodny   |
| Okres Holstein (Interglacjał mazowiecki)    | 270–200 tys. lat   | Ciepły    |
| Okres Riss (Zlodowacenie środkowopolskie)   | 200–125 tys. lat   | Chłodny   |
| Okres Eem                                   | 125–70 tys. lat    | Ciepły    |
| Okres Würm (Zlodowacenie północnopolskie)   | 70–11 tys. lat     | Chłodny   |
| Holocen                                     | Od 11 tys. lat     | Neociepły |